# Жан Бар (линкор, 1940)
«Жан Бар» (фр. Jean Bart) — Линкор типа «Ришельё» французского флота. Назван в честь Жана Бара — французского военного моряка и капера, самого известного из дюнкеркских корсаров. Был последним введенным в строй линкором в мире.

## Служба
«Жан Бар» был вторым кораблём типа «Ришельё». Как и «Ришельё», он изначально строился для противодействия итальянскому флоту. Линкор был заложен в декабре 1936 года на верфи Chantiers de l'Atlantique в Сен-Назере и спущен на воду 6 марта 1940 года.

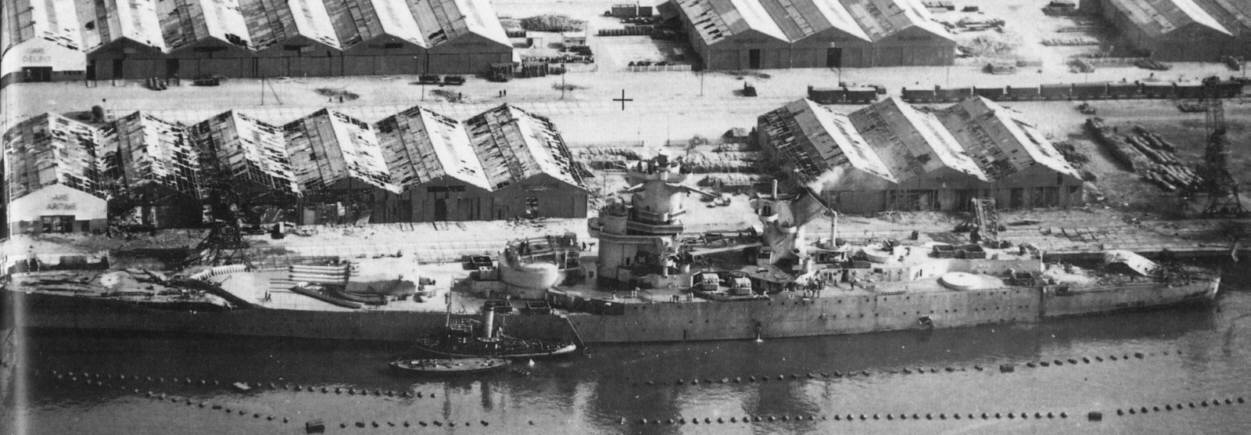
Линкор «Жан-Бар»

После нападения Германии на Францию готовый приблизительно на 75 % «Жан Бар» в июне 1940 года отбыл в Касабланку (Марокко). К тому моменту на нём была установлена только одна из двух башен главного калибра. Другая, с установленными двумя вместо планировавшихся четырёх орудий, была погружена на транспортный корабль, который был потоплен немецкой подводной лодкой. Также отсутствовали орудия 152-мм/55, заменённые зенитной артиллерией.
8 ноября 1942 года французский флот в Касабланке в ходе Мароккано-алжирской операции был атакован американскими кораблями и самолётам с авианосца «Рэйнджер». «Жан Бар» вступил в бой с линкором «Массачусетс» и получил множество попаданий от бомб и снарядов калибра 406-мм. 10 ноября, пытаясь помешать высадке союзников, линкор открыл огонь по крейсеру «Аyгуста». Тот не ожидал нападения, поскольку его командир получил рапорт о том, что орудия линкора выведены из строя. Экстренно поднятые с «Рэйнджера» самолёты атаковали «Жан Бар» и добились попадания в него двух 454-кг бомб, в результате чего тот получил пробоину и лёг на грунт. Вечером того же дня корабль сдался войскам «Свободной Франции».
Предполагалось, что «Жан Бар» будет поднят и его строительство будет завершено в США, однако позже эти планы не удалось осуществить из-за большого количества недостающих деталей. Линкор пролежал на грунте у Касабланки ещё 2 года.
После окончания Второй мировой войны линкор был поднят и после краткого ремонта в 1945 году отправлен во Францию. В 1949 году его строительство было завершено. В том же году он официально вошёл в строй, однако окончательно достроен и снаряжён был только к 1955 году.
В 1956 году участвовал в Суэцком кризисе, однако не использовался, как изначально планировалось, для бомбардировки египетских городов, поскольку командование хотело избежать неизбежных в таком случае высоких потерь среди гражданского населения.
В 1957 году линкор был переведён в состав резервных сил, в 1961 году был выведен из строя флота и в 1970 разобран на верфи в Специи.

## Галерея

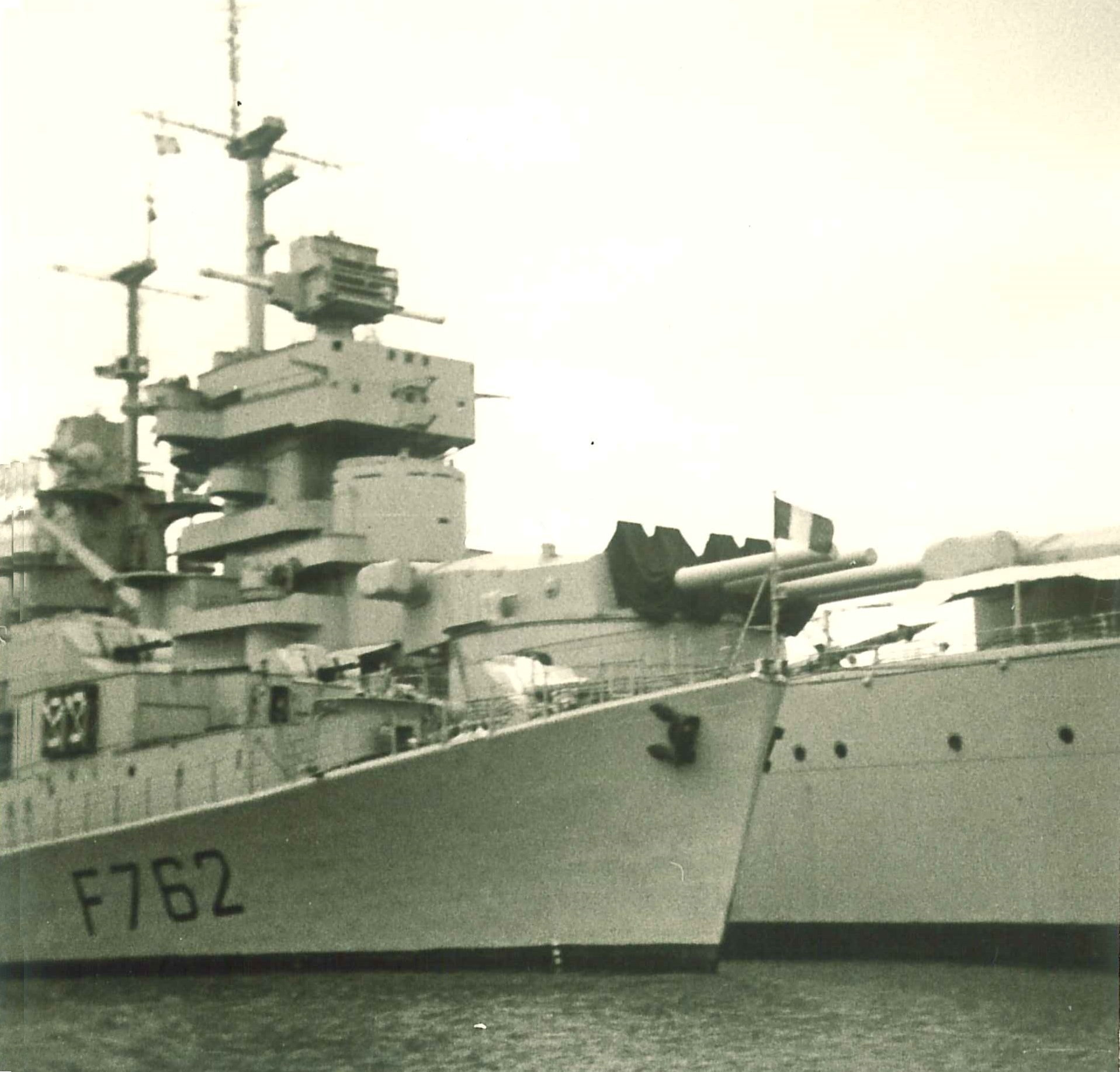
«Жан Бар» в 1968